# Leichtathletik-Halleneuropameisterschaften 2021/Teilnehmer (Schweiz)
| Gelbes Symbol für Goldmedaillen mit stilisierten Olympischen Ringen | Graues Symbol für Silbermedaillen mit stilisierten Olympischen Ringen | Braundes Symbol für Bronzemedaillen mit stilisierten Olympischen Ringen |
| ------------------------------------------------------------------- | --------------------------------------------------------------------- | ----------------------------------------------------------------------- |
| 2                                                                   | —                                                                     | —                                                                       |

Aus der Schweiz starteten 14 Athletinnen und neun männliche Athleten bei den Leichtathletik-Halleneuropameisterschaften 2021 in Toruń, die zwei Goldmedaillen errangen.
Der Schweizer Leichtathletikverband Swiss Athletics nominierte die bis dato größte Delegation für eine Halleneuropameisterschaft von 13 Athletinnen und 11 Athleten. Verletzungsbedingt sagten der Schweizerrekord-Halter im Sprint Silvan Wicki und der Hochspringer Loïc Gasch ab. Die Hochspringerin Salome Lang erhielt vom europäischen Leichtathletikverband European Athletics (EAA) eine Einladung und wurde nachnominiert. Die Sprinterin Cynthia Reinle ist bei den Nominierungen nicht zu finden und kam auch nicht zum Einsatz, war aber als vierte 60-Meter-Läuferin auf der Meldeliste zu finden.

## Ergebnisse

### Frauen

#### Laufdisziplinen
| Athletin             | Disziplin   | Vorlauf      | Vorlauf | Halbfinale         | Halbfinale         | Finale             | Finale             |
| Athletin             | Disziplin   | Zeit         | Platz   | Zeit               | Platz              | Zeit               | Platz              |
| -------------------- | ----------- | ------------ | ------- | ------------------ | ------------------ | ------------------ | ------------------ |
| Ajla Del Ponte       | 60 m        | 7,26 s       | 4       | 7,19 s             | 1                  | 7,03 s WL          | Gold               |
| Riccarda Dietsche    | 60 m        | 7,33 s       | 16      | 7,32 s             | 15                 | nicht qualifiziert | nicht qualifiziert |
| Salomé Kora          | 60 m        | 7,32 s       | 13      | 7,27 s             | 9                  | nicht qualifiziert | nicht qualifiziert |
| Silke Lemmens        | 400 m       | 54,48 s      | 38      | nicht qualifiziert | nicht qualifiziert | nicht qualifiziert | nicht qualifiziert |
| Léa Sprunger         | 400 m       | 52,25 s      | 4       | 52,64 s            | 10                 | nicht qualifiziert | nicht qualifiziert |
| Lore Hoffmann        | 800 m       | 2:06,35 min  | 25      | 2:03,58 min        | 6                  | 2:04,84 min        | 5                  |
| Selina Rutz-Büchel   | 800 m       | 2:05,62 min  | 16      | 2:07,47 min        | 17                 | nicht qualifiziert | nicht qualifiziert |
| Delia Sclabas        | 800 m       | 2:07,04 min  | 29      | nicht qualifiziert | nicht qualifiziert | nicht qualifiziert | nicht qualifiziert |
| Selina von Jackowski | 60 m Hürden | 8,36 s       | 40      | nicht qualifiziert | nicht qualifiziert | nicht qualifiziert | nicht qualifiziert |
| Ditaji Kambundji     | 60 m Hürden | 8,05 s EU20L | 11      | 8,07 s             | 11                 | nicht qualifiziert | nicht qualifiziert |
| Noemi Zbären         | 60 m Hürden | 8,20 s       | 22      | 8,15 s             | 19                 | nicht qualifiziert | nicht qualifiziert |

#### Sprung/Wurf
| Athletin       | Disziplin      | Qualifikation | Qualifikation | Finale             | Finale             |
| Athletin       | Disziplin      | Höhe          | Platz         | Höhe               | Platz              |
| -------------- | -------------- | ------------- | ------------- | ------------------ | ------------------ |
| Salome Lang    | Hochsprung     | 1,87 m        | 15            | nicht qualifiziert | nicht qualifiziert |
| Angelica Moser | Stabhochsprung | –––           | –––           | 4,75 m             | Gold               |

#### Fünfkampf
| Athletin    | Disziplin | 60 m Hürden | Hochsprung | Kugelstoßen | Weitsprung | 800 m | Punkte | Platz |
| ----------- | --------- | ----------- | ---------- | ----------- | ---------- | ----- | ------ | ----- |
| Annik Kälin | Ergebnis  | 8,23 s      | DNS        | DNS         | DNS        | DNS   | DNF    | –     |
| Annik Kälin | Punkte    | 1077        | –          | –           | –          | –     | DNF    | –     |

### Männer

#### Laufdisziplinen
| Athlet            | Disziplin   | Vorlauf     | Vorlauf | Halbfinale         | Halbfinale         | Finale             | Finale             |
| Athlet            | Disziplin   | Zeit        | Platz   | Zeit               | Platz              | Zeit               | Platz              |
| ----------------- | ----------- | ----------- | ------- | ------------------ | ------------------ | ------------------ | ------------------ |
| Pascal Mancini    | 60 m        | 6,73 s      | 27      | nicht qualifiziert | nicht qualifiziert | nicht qualifiziert | nicht qualifiziert |
| William Reais     | 60 m        | 6,74 s      | 28      | nicht qualifiziert | nicht qualifiziert | nicht qualifiziert | nicht qualifiziert |
| Charles Devantay  | 400 m       | 47,77 s     | 33      | nicht qualifiziert | nicht qualifiziert | nicht qualifiziert | nicht qualifiziert |
| Filippo Moggi     | 400 m       | 47,85 s     | 35      | nicht qualifiziert | nicht qualifiziert | nicht qualifiziert | nicht qualifiziert |
| Ricky Petrucciani | 400 m       | 46,76 s PB  | 6       | 46,72 s PB         | 7                  | nicht qualifiziert | nicht qualifiziert |
| Jonas Raess       | 3000 m      | 7:57,37 min | 21      | nicht qualifiziert | nicht qualifiziert | nicht qualifiziert | nicht qualifiziert |
| Finley Gaio       | 60 m Hürden | 7,86 s      | 25      | nicht qualifiziert | nicht qualifiziert | nicht qualifiziert | nicht qualifiziert |
| Brahian Peña      | 60 m Hürden | 7,82 s SB   | 19      | 7,87 s             | 22                 | nicht qualifiziert | nicht qualifiziert |

#### Siebenkampf
| Athlet        | Disziplin | 60 m       | Weitsprung | Kugelstoßen | Hochsprung | 60 m Hürden | Stabhochsprung | 1000 m | Punkte | Platz |
| ------------- | --------- | ---------- | ---------- | ----------- | ---------- | ----------- | -------------- | ------ | ------ | ----- |
| Simon Ehammer | Ergebnis  | 6,75 s =CB | 7,89 m PB  | 14,75 m     | 1,95 m     | 7,82 s      | NM             | DNS    | DNF    | –     |
| Simon Ehammer | Punkte    | 973        | 1033       | 774         | 758        | 1028        | 0              | –      | DNF    | –     |